# Parafia św. Matki Teresy z Kalkuty w Kaliszu
Parafia Świętej Matki Teresy z Kalkuty w Kaliszu – rzymskokatolicka  parafia w dekanacie Kalisz I. Erygowana w roku 2005 przez księdza biskupa Stanisława Napierałę. Mieści się przy ulicy Szewskiej. Kościół został wybudowany w 2006. Obecnie proboszczem parafii jest ks. Włodzimierz Guzik, założyciel fundacji Mocni Miłością.